# Bukowa (755 m)
Bukowa (niem. Laub-Berg, Laubberg) – szczyt w Rudawach Janowickich o wysokości 755 m n.p.m.
Bukowa znajduje się w południowo-wschodniej części Rudaw Janowickich. Leży w ramieniu odchodzącym od głównego grzbietu w kierunku wschodnim. Od zachodu od Wilkowyi oddziela ją Przełęcz pod Wilkowyją, natomiast od strony wschodniej, od Jaworowej, oddziela ją obniżenie bez nazwy. Ramię górskie, którego część stanowi Bukowa zamyka od południa dolinę Żywicy, w której znajduje się wieś Czarnów. Ku południowi od Bukowej odchodzi krótkie, boczne ramię z Liściastą, oddzielające Leszczyniec od Szarocina w dolinie Świdnika.
Bukowa zbudowana jest ze staropaleozoicznych łupków kwarcowo-chlorytowo-albitowych i tufitów należących do wschodniej osłony granitu karkonoskiego.
Zbocza góry porastają lasy świerkowe z domieszką buka i brzozy.
Bukowa znajduje się na obszarze Rudawskiego Parku Krajobrazowego.

## Szlaki turystyczne
Przez Bukową przechodzi szlak turystyczny:
- niebieski – Skalnik – Czarnów – Rozdroże pod Bobrzakiem – Wilkowyja – Pisarzowice – Kamienna Góra (Europejski Szlak E3)

Południowo-zachodnim zboczem biegnie:
- czerwony – Bukowiec – Rozdroże pod Bobrzakiem – Wilkowyja – Szarocin – Lubawka (Główny Szlak Sudecki im. dra Mieczysława Orłowicza)